# Locustella alishanensis
El zarzalero de Formosa (Locustella alishanensis) es una especie de ave paseriforme de la familia Locustellidae endémica de Taiwán. Su hábitat natural consiste en pastizales y matorrales templados de gran altitud.